# DJ Flash
DJ Flash, pseudonimo di Alessandro De Francesca (Milano, 3 ottobre 1974), è un disc jockey italiano.

## Biografia
Dj Flash conquista il secondo posto nella Disco Mix Club DJ Competition, edizione 1993, viene così notato da  un produttore televisivo e discografico che gli fa incidere nel 1994 il suo primo album, Impara Le Parole.
L'album, che vedeva la partecipazione di Faso e Feiez di Elio e le Storie Tese, vendette oltre 40 000 copie e da questo album furono tratti i singoli M'ama non M'ama, Un Lorenzo c'è già e Ama me Ama te (con la partecipazione di Janice Robinson voce degli Snap! che entrarono nella hit-parade.
Partecipò a diverse trasmissioni televisive quali Un disco per l'estate, il Maurizio Costanzo Show e Roxy Bar, divenne conduttore televisivo presentando il programma Segnali di fumo su Videomusic ed il Tg Rap al fianco di Federica Panicucci all'interno di Jammin su Italia 1.
Nel 1997 pubblicò un nuovo album, Roba Mia, suonato esclusivamente dal vivo e con sonorità maggiormente soul e R&B,da questo venne tratto il singolo Ore e Ore, una cover di I Can't Tell You Why degli Eagles che raggiunse la top ten.
Dal 2005 DJ Flash è uno dei disc jockey più talentuosi della scena della moda milanese . Grazie alla sua grande passione per la musica e al suo stile eclettico ha suscitato grande attenzione da parte del panorama musicale diventando dj resident dell'esclusivo Armani Privé Club di Milano.Da sempre richiesto durante le settimane della moda di Milano, Parigi e New York, e per i party più esclusivi dell'Armani/Privé di Milano.Dj Flash ha suonato per diverse star internazionali come: Russell Crowe, Leonardo DiCaprio, Bar Rafaeli, Janet Jackson, Tom Cruise, Chris Brown, Eve, Bruce Willis, Ben Stiller, Clive Owen, Paris Hilton, Roberto Cavalli, Dolce&Gabbana, Nelly Furtado, Craig David, Alicia Keys, Wesley Sneijder, Chris Pine, Glenn Close e molte altre.
La sua lunga carriera di disc jockey lo porta a suonare in giro per il mondo come a New York, Mosca, Londra, Parigi, Istanbul, Anversa, Lucerna, Zurigo, Novosibirsk, Amsterdam, Marrakech, Dubai, etc.Dj Flash è stato anche protagonista del documentario dedicato a Michael Jordan intitolato Jordan Heads con una scratch exhibition che si è svolta presso la Scratch DJ Academy di New York, leggendaria Dj Academy  fondata da Jam Master Jay dei Run DMC.Tra i suoi numerosi party spicca quello dedicato al regista Rob Marshall per il premiato film Memorie di una geisha organizzato da Giorgio Armani presso il Teatro Armani, come anche l’evento organizzato per la prima di Miracle at St. Anna di Spike Lee a Firenze presso il Palazzo Strozzi.Dj Flash ha suonato per il Grand Opening Party dell’Armani Privé di Dubai al Burj Khalifa e nel 2021 per il decimo anniversario dell'Armani Privé di Dubai. A New York Dj Flash ha suonato per il Provocateur e per la Major Model Management di New York. Attualmente è Dj resident dell'Armani Privé Milano, Armani Privé Dubai e Just Cavalli di Milano.

## Discografia

### Album
- 1994 - Impara le parole
- 1997 - Roba mia